# Prințesa Isabella a Danemarcei
Prințesa Isabella Henrietta Ingrid Margrethe a Danemarcei, Contesă de Monpezat (n. 21 aprilie 2007), este membră a familiei regale daneze. Este al doilea copil al Prințului Moștenitor Frederik al Danemarcei și a soției lui, Mary, Prințesă a Danemarcei. Este nepoata reginei Margareta a II-a a Danemarcei. În Linia de succesiune la tronul din Danemarca ocupă locul trei, după tatăl său și fratele mai mare, Christian.
Este prima prințesă născută în familia regală daneză de la nașterea mătușii sale, regina Anne-Marie a Greciei, în 1946.
Până când numele ei a fost anunțat la botez, părinții și media se refereau la ea ca "Lillepigen"., o poreclă afectuoasă care înseamnă "micuța fetiță".

## Naștere și botez
Prințesa s-a născut la Rigshospitalet din Copenhaga, la ora 4:02pm. La naștere a cântărit 3,35 kg și a măsurat 50 cm. Nașterea prințesei a coincis cu celebrarea a 60 de ani de domnie a străbunicului său Frederic al IX-lea al Danemarcei și împarte aceeași zi de naștere cu regina Elisabeta a II-a a Regatului Unit.
Botezul a avut loc la 1 iulie 2007 la Palatul Fredensborg. A purtat aceeași îmbrăcăminte de botez ca fratelui său. Numele de botez este Isabella Henrietta Ingrid Margrethe. Nașii au fost: Prințesa Mathilde, Ducesă de Brabant, Prințesa Alexia a Greciei și Danemarcei, Nadine Johnston, Christian Buchwald, Peter Heering și Marie Louise Skeel.
Numele ei are următoarea semnificație:
- Isabella este varianta italiană a numelui latinizat Elisheva, care are etimologie biblică și cunoaște multe variante în diferite limbi. Frederik și Mary au spus mediei în ziua botezului că s-au decis asupra numelui cu două săptămâni înainte, după ce au căutat prin numele istorice regale daneze. Au ales numele soției regelui Christian al II-lea al Danemarcei, Isabella de Asturia, sora împăratului Carol al V-lea.[5] Numele a fost pe poziția a 16-a ca popularitate pentru fetițele daneze născute în 2007.[6]
- Henrietta este numele mamei Prințesei Moștenitoare, Henrietta Donaldson, care a murit în 1997.
- Ingrid este numele bunicii materne a Prințului Moștenitor, Ingrid a Suediei, care a murit în noiembrie 2000.
- Margrethe este numele bunicii paterne, regina Margareta a II-a a Danemarcei